# Ana Sanabria Sánchez
Ana Cristina Sanabria Sánchez (Zapatoca, departament de Santander, 2 de maig de 1990) és una ciclista colombiana. Especialista en la contrarellotge, ha guanyat diferents cops el campionat nacional de l'especialitat.

## Palmarès
- 2014
  - 1a al Tour Femení de Colòmbia i vencedora de 2 etapes
- 2015
  -  Campiona de Colòmbia en contrarellotge
  - 1a al Tour Femení de Colòmbia i vencedora de 2 etapes
- 2016
  -  Campiona de Colòmbia en contrarellotge
  - 1a a la Volta a Colòmbia i vencedora de 2 etapes
  - 1a al Tour Femení de Colòmbia i vencedora d'una etapa
- 2017
  -  Campiona de Colòmbia en contrarellotge
  - 1a al Tour Femení de Colòmbia i vencedora d'una etapa
  - 1a a la Volta a Colòmbia i vencedora de 3 etapes
- 2018
  - 1a al Tour Femení de Colòmbia i vencedora d'una etapa
- 2020
  -  Campiona de Colòmbia en contrarellotge